# محطة بيجين
بيجين هي محطة على الخط الثالث لسكك حديد تشونغتشينغ في بلدية تشونغتشينغ الصينية،  والتي تم افتتاحها عام 2011.